# Saint-Poix
Saint-Poix település Franciaországban, Mayenne megyében. Lakosainak száma 391 fő (2022. január 1.). Saint-Poix Méral, Cuillé és Laubrières községekkel határos.

## Népesség
A település népessége az elmúlt években az alábbi módon változott:
| Lakosok száma | 481  | 466  | 424  | 392  | 402  | 403  | 405  | 407  | 407  | 391  |
|               | 1968 | 1982 | 1990 | 2006 | 2013 | 2015 | 2017 | 2019 | 2020 | 2022 |